# Ludwig Volbeda
Ludwig Volbeda (Oosterhout, 25 mei 1990) is een Nederlands illustrator, striptekenaar en beeldend kunstenaar. Hij is vooral bekend geworden als illustrator van kinderboeken. Zijn werk laat een bizarre fantasiewereld zien. Erg gedetailleerd met een volstrekt eigen beeldtaal. In 2017 won Volbeda als eerste Nederlandse illustrator de Grand Prix van de Biennial of Illustrations Bratislava (BIB). Deze tweejaarlijkse internationale prijs die wordt uitgereikt tijdens de Biënnale voor illustratoren, ontving hij voor het prentenboek De vogels, waarvoor Ted van Lieshout de tekst schreef. Een jaar later, in 2018, kende de CPNB hem in Nederland het Gouden Penseel toe. Hij won deze jaarlijkse prijs voor het best geïllustreerde boek voor Fabeldieren, zijn derde boek, waarvoor Floortje Zwigtman de tekst schreef. Als achtentwintigjarige was hij een van de jongste winnaars die ooit een Gouden Penseel won. Alleen Joke van Leeuwen ging hem in 1980 voor.

## Biografie
Volbeda, geboren in 1990 in het Brabantse Oosterhout, begon al heel jong met tekenen. Hij volgde tekenlessen tot zijn middelbareschooltijd. Daarna wilde Volbeda aanvankelijk theoloog of filosoof worden, tekenen zag hij altijd als hobby Toch ging Volbeda naar de Academie voor Kunst en Vormgeving St. Joost in Breda. Omdat het werken met tekst én beeld voor hem belangrijk was, koos hij voor de illustratieopleiding. Als kind was hij al een liefhebber van strips, onder meer van de tot strips bewerkte klassieke Nederlandse romans van Dick Matena.
Volbeda studeerde in 2011 cum laude af. Twee jaar later won hij een Fiep Westendorp Stimuleringsprijs voor jonge, talentvolle illustratoren met een plan voor het maken van een essayistische strip. Zijn werk hing daarna op de Fiep Westendorp Biënnale. Zo kwam Volbeda in de kinderboekenwereld terecht. In hetzelfde jaar, in 2013, werd hij benaderd om een boek van Benny Lindelauf te illustreren. Het bleek een goede match te zijn. Het resulteerde in 2016 in Volbedas debuut als illustrator: Hoe Tortot zijn vissenhart verloor. In hetzelfde jaar debuteerde hij ook als prentenboekenmaker met De vogels, waarvoor Ted van Lieshout de tekst schreef. Beide boeken werden bekroond.

## Werk
De tekenstijl van Ludwig Volbeda is eigenzinnig en herkenbaar. Zijn beelden bestaan uit gedetailleerde tekeningen die opgebouwd zijn uit ragfijne lijntjes. Hij verbergt er graag kleine codes in. Zijn inspiratiebronnen zijn onder meer fotografie en poëzie. Strips helpen hem te experimenteren met het ritme van beelden en de samenwerking tussen tekst en beeld. Daarnaast leest Albeda veel, wat zich vertaalt in beeldassociaties en eindeloze reeksen tekeningen.
Voor het illustreren van kinderboeken werd Volbeda door uitgeverijen gekoppeld aan de auteurs Benny Lindelauf en Floortje Zwigtman. In beide gevallen werd het een succesvolle samenwerking. Zijn werk voor kinderboeken ervaart Volbeda als prettig, tegelijkertijd geeft het vrijheid, maar is er ook een deadline. En het resulteert in een fysiek object. Daarnaast illustreert Volbeda regelmatig voor kranten en tijdschriften, zoals het stripblad Aline en maakt hij autonome projecten.

### Samenwerking met Benny Lindelauf
Volbeda debuteerde als illustrator in 2016 met Hoe Tortot zijn vissenhart verloor, een boek van Benny Lindelauf. Met zijn illustraties nam Volbeda alle ruimte om een eigen kijk op de gebeurtenissen in Lindelaufs eigenzinnige sprookje over de zinloosheid van oorlog te ontwikkelen. Volgens recensent Thomas de Veen heeft hij met zijn gedetailleerde tekeningen iets onvergetelijks gemaakt. De illustrator en de schrijver bepalen samen de leeservaring van Tortot. Het boek werd onderscheiden met meerdere prijzen. De samenwerking met Lindenlauf werd in 2020 voortgezet met een raamvertelling over het vertellen van verhalen als overlevingsstrategie, in de traditie van Duizend-en-één-nacht en Paul Biegels Het sleutelkruid. Dit boek Hele verhalen voor een halve soldaat won de Woutertje Pieterse Prijs 2021, de prijs voor het beste Nederlandstalige kinderboek. De jury prees het boek als een boek waarin we ons bevinden “in dat schemerige tussengebied tussen werkelijkheid en verbeelding waar leven en dood stuivertje wisselen. De illustraties van Volbeda roepen die sfeer op, niet door in competitie te gaan met de onnavolgbare, barokke vertelling van Lindelauf, maar door vergezichten en droomlandschappen te creëren”. Als illustrator won Volbeda voor dit boek ook het Gouden Penseel.

### Samenwerking met Ted van Lieshout
Voor het toen nog Gemeentemuseum Den Haag geheten museum maakte Volbeda, samen met Ted van Lieshout, zijn debuut als prentenboekmaker: De Vogels, een boek over twee standbeelden en een onbereikbare liefde. Volbeda had Van Lieshout eerder leren kennen via de Fiep Westendorp Foundation. Van Lieshout schreef in opdracht een verhaal voor de tentoonstelling Van Rodin tot Bourgeois. Sculptuur in de 20ste eeuw - De ontwikkeling van westerse beeldhouwkunst (2016/2017). En vroeg Volbeda om hierbij beeld te maken. Met dit debuut als prentenboekenmaker won Volbeda, als eerste Nederlandse illustrator, de Grand Prix van de Biennial of Illustrations Bratislava (BIB) in 2017. Volgens juryvoorzitter Yukiko Hiromatsu combineert Volbeda in zijn illustraties voor dit boek een visuele verhalende stijl met een fantasierijke beeldtaal, waarbij hij op een unieke wijze traditionele illustratietechnieken combineert.

### Samenwerking met Floortje Zwigtman
Voor Fabeldieren, het boek dat hij samen met Floortje Zwigtman maakte, deed Volbeda veel onderzoek. Het resulteerde in gedetailleerde tekeningen van de mythologische wezens, die Floortje Zwigtman beschrijft, en die het boek de uitstraling geven van een klassiek bestiarium. Met Fabeldieren won Volbeda een Gouden Penseel, de prijs voor het best geïllustreerde kinderboek. Volgens de jury zijn de getekende fabeldieren van zeldzame “kracht en diepte in kleur die je zelden ziet”.
In 2024 debuteerde hij als romanschrijver met het boek Oever. Hiermee won hij in 2025 de Woutertje Pieterse Prijs.

## Prijzen

### Nederland
- 2025 - Woutertje Pieterse Prijs voor Oever
- 2021 - Gouden Penseel en een Zilveren Penseel voor Hele verhalen voor een halve soldaat, de auteur Benny Lindenlauf won een Zilveren Griffel
- 2021 - Woutertje Pieterse Prijs, samen met de auteur Benny Lindenlauf, voor Hele verhalen voor een halve soldaat
- 2018 - Gouden Penseel  en een Zilveren Penseel voor Fabeldieren, geschreven door Floortje Zwigtman
- 2017 - Gouden Lijst, samen met de auteur Benny Lindenlauf, voor Hoe Tortot zijn vissenhart verloor
- 2016 -  Halewijnprijs & Reinnaerttrofee , samen  Benny Lindenlauf, voor Hoe Tortot zijn vissenhart verloor
- 2013 - Fiep Westendorp Stimuleringsprijs

### Internationaal
- 2018 - European Design Award Bronze voor Fabeldieren[16]
- 2018 - IBBY Honour List voor De vogels
- 2017 - White Raven voor  Hoe Tortot zijn vissenhart verloor
- 2017 - Grand Prix van de Biennial of Illustrations Bratislava (BIB) voor De vogels

### Nominaties
- 2025 - De Boon voor kinder- en jeugdliteratuur voor Oever
- 2017 - Woutertje Pieterse Prijs voor Hoe Tortot zijn vissenhart verloor, samen met Benny Lindenlauf
- 2017 - Kinder- en Jeugdjury Vlaanderen voor Hoe Tortot zijn vissenhart verloor, samen met Benny Lindenlauf
- 2016 - Boekenpauw voor Hoe Tortot zijn vissenhart verloor

## Bestseller 60
| Boeken met noteringen in de Nederlandse Bestseller 60 | Jaar van verschijnen | Datum van binnenkomst | Hoogste positie | Aantal weken | Opmerkingen                         |
| ----------------------------------------------------- | -------------------- | --------------------- | --------------- | ------------ | ----------------------------------- |
| Hele verhalen voor een halve soldaat                  | 2020                 | 21-04-2021            | 45              | 2            | in samenwerking met Benny Lindelauf |
| Oever                                                 | 2025                 | 23-04-2025            | 29              | 1            |                                     |

- International Standard Name Identifier: 0000 0004 6413 6409
- Library of Congress Control Number: no2018044164
- Système universitaire de documentation: 238426165
- Virtual International Authority File: 156146706984200790029